# Ala-Peurajärvi
Ala-Peurajärvi, Keski-Peurajärvi och Yli-Peurajärvi  eller Peurojärvet är sjöar i Finland. De ligger i kommunen Rovaniemi i landskapet Lappland, i den norra delen av landet, 700 km norr om huvudstaden Helsingfors. Peurojärvet ligger 166,3 meter över havet. Arean är 48,4 hektar och strandlinjen är 3,12 kilometer lång. Sjön  ingår i Kemi älvs huvudavrinningsområde. 